# Arrideu de Macedònia
Arrideu (en grec antic Ἀρριδαῖος) és el nom d'un suposat rei de Macedònia durant el període d'anarquia del 279 aC. Només el menciona Porfiri.